# Mixed Emotions
«Mixed Emotions» —en español: «Emociones mezcladas»— es una canción de la banda británica The Rolling Stones de su álbum Steel Wheels, publicado en 1989. Escrita por Mick Jagger y Keith Richards mientras vacacionaban en la isla de Barbados.

## Grabación
La canción fue un intenso esfuerzo colaborativo entre Jagger y Richards. Richards trajo la música a las sesiones junto con la mayoría de las letras de la canción, el resto fue aporte de Jagger en el estudio. Se grabó en Air Studios de Montserrat entre marzo y junio de 1989. Contó con la producción de Chris Kimsey & The Glimmer Twins.
Hubo cierta controversia de que la canción se llamaba «Mixed Emotions» para sonar muy similar a «Mick's Demotion», ya que Richards y Jagger tuvieron una disputa algunos años antes, pero Richards lo desmintió.
La canción presenta a Richards, Jagger y Ron Wood compartiendo las guitarras. El piano y el órgano fueron proporcionados por Chuck Leavell, tecladista que viaja de los Stones desde los años 80. Los coros son proporcionados por Jagger, Richards, Sarah Dash, Lisa Fischer y Bernard Fowler, los dos últimos vocalistas en las presentaciones en vivo de los Stones. Los vientos fueron proporcionados por The Kick Horns mientras que Luis Jardim proporcionó la percusión. Charlie Watts aporto la batería mientras Bill Wyman tocó el bajo.

## Videoclip
Para coincidir con la naturaleza optimista de la canción, el vídeo musical mostró a los Stones divirtiéndose y trabajando juntos en el estudio, mientras vemos el proceso de grabación del tema. Esto contrasta con el anterior vídeo de la banda, «One Hit (to the Body)», de 1986, filmado en un momento en que las relaciones entre Jagger y Richards estaban en el punto más bajo de todos los tiempos, y que mostraba la tensión latente entre los dos.

## Lanzamiento
Lanzado como el primer sencillo del álbum en agosto de 1989, «Mixed Emotions» escaló al top 10 de los Estados Unidos. llegando al # 5, también fue # 1 en el Mainstream Rock Tracks por cinco semanas. Esto es significativo, ya que sería el último top 10 de los Stones en Estados Unidos hasta el momento, pero llegarían a tener más hits en las listas de Mainstream Rock.
La canción fue una de las más interpretadas durante la gira Steel Wheels/Urban Jungle Tour. Posteriormente fue interpretada durante el concierto de la banda en el festival Desert Trip, el 7 de octubre de 2016 en Indio, California.
Aparece en todas las compilaciones de los últimos años de Stones, Jump Back, Forty Licks y GRRR!.
La canción del lado B fue «Fancyman Blues», un blues originalmente escrito durante las sesiones de Steel Wheels.
«Mixed Emotions» (Chris Kimsey's 12") y «Fancy Man Blues» aparecen en la compilación Rarities 1971-2003, lanzada en 2005.

## Lista de canciones
1. «Mixed Emotions» (7" versión) – 4:00
2. «Mixed Emotions» (Chris Kimsey's 12") – 6:10
3. «Fancyman Blues»– 4:54

## Posicionamiento en las listas
| Listas (1989)                      | Mejor posición |
| ---------------------------------- | -------------- |
| Alemania (Media Control AG)        | 20             |
| Australia (ARIA)                   | 25             |
| Austria (Ö3 Austria Top 40)        | 17             |
| Bélgica (Flandes) (Ultratop 50)    | 14             |
| Canadá (RPM)                       | 1              |
| Estados Unidos (Billboard Hot 100) | 5              |
| Francia (SNEP)                     | 41             |
| Irlanda (IRMA)                     | 17             |
| Noruega (VG-lista)                 | 9              |
| Nueva Zelanda (Recorded Music NZ)  | 9              |
| Países Bajos (Mega Single Top 100) | 9              |
| Reino Unido (UK Singles Chart)     | 35             |
| Suecia (Sverigetopplistan)         | 15             |
| Suiza (Schweizer Hitparade)        | 24             |

## Personal
Acreditados:
- Mick Jagger: voz, guitarra eléctrica
- Keith Richards: guitarra eléctrica, coros
- Ron Wood: guitarra eléctrica
- Bill Wyman: bajo
- Charlie Watts: batería
- Chuck Leavell: órgano, piano
- The Kick Horns: vientos
- Luis Jardim: percusión
- Bernard Fowler: coros
- Sarah Dash: coros
- Lisa Fischer: coros